# Orde van de Roos van Lippe
De Orde van de Roos van Lippe van het Vorstendom Lippe, ook Lippe-Detmold genoemd, werd in 1898 door de regent Adolf van Schaumburg-Lippe, in naam van de geesteszieke Vorst Alexander van Lippe, ingesteld als "Lippe'schen Rose-Orden für Kunst und Wissenschaft", een "Orde voor kunst en Wetenschap" (Duits:"Orden für Kunst und Wissenschaft").
Deze ridderorde werd in 1916 door Leopold IV van Lippe omgedoopt tot "Orde van de Roos van Lippe", kende drie graden en kon aan heren en dames, uit Lippe en daarbuiten, worden toegekend.

## De drie graden van de Orde
- De Eerste Klasse met kroon aan ring (1899-1910)
- De Eerste Klasse met kroon aan ring als om de hals gedragen kleinood (1910-1918)
- De IIe Klasse met eikenloof
- De IIIe Klasse

Het versiersel of kleinood van de Orde is een niet-geëmailleerde zilveren roos (de roos is het symbool van het Huis Lippe) met vijf gouden bladeren. Op de roos is een gouden medaillon geplaatst met allegorische afbeeldingen van wetenschap en kunst. De vrouwenfiguur die de wetenschap personifieert heeft een boek in de armen en wordt vergezeld door een uil. De kunst is naakt.
Op de keerzijde van de Orde van de Roos staat een gekroonde "E" met daaromheen "GESTIFTET DEN 9.JUNI 1896".
Als verhoging kon een zilveren beugelkroon of een eikenblad worden aangebracht.
Op de blauwe ring staat in gouden letters "für Kunst und Wissenschaft".
Het lint was wit met twee rode banen. Deze zijn iets smaller dan de banen van het bijna identieke lint van de Lippische Leopold-Orde.
In 1918 werd de vorst tot aftreden gedwongen. De ridderorden van Lippe werden officieel afgeschaft.